# Loximnesicles brachypterus
Loximnesicles brachypterus är en insektsart som beskrevs av Marius Descamps 1974. Loximnesicles brachypterus ingår i släktet Loximnesicles och familjen Chorotypidae. Inga underarter finns listade i Catalogue of Life.